# Saison 2013-2014 d'Issy Paris Hand
Chronologie
Saison 2014-2015
Actualités
Cet article détaille la saison 2013-2014 d'Issy Paris Hand, club français de handball féminin.

## L'équipe

### Transferts
| Nom | Nom                       | Poste            | Provenance/Destination | Provenance/Destination              | Durée     |
|     |                           |                  | Arrivées               |                                     |           |
|     | Stine Bredal Oftedal      | Demi-centre      |                        | Stabæk Håndball                     | 1 an (+1) |
|     | Pernille Bjørseth Wibe    | Pivot            |                        | Larvik HK                           | 1 an (+1) |
|     | Fanny Chatellet           | Gardienne de but |                        | Handball Cercle Nîmes               | 1 an      |
|     | Maryam Garba              | Gardienne de but |                        | centre de formation Issy Paris Hand | ?         |
|     | Doungou Camara            | Ailière droite   |                        | centre de formation Issy Paris Hand | ?         |
|     |                           |                  | Départs                |                                     |           |
|     | Mayssa Pessoa             | Gardienne de but |                        | Dinamo Volgograd                    | 1,5 an    |
|     | Jasna Tošković            | Arrière droite   |                        | Le Havre AC Handball                | 1 an      |
|     | Barbara Moretto           | Arrière droite   |                        | Cercle Dijon Bourgogne              | ?         |
|     | Isaure Mosabau            | Pivot            |                        | Stella Sports Saint-Maur HB         | ?         |
|     | Karen Gadelha Batistella  | Gardienne de but |                        | Stella Sports Saint-Maur HB         | ?         |
|     |                           |                  | Prolongations          |                                     |           |
|     | Armelle Attingré          | Gardienne de but |                        |                                     | 2 ans     |
|     | Anne-Sophie Kpozé         | Arrière droite   |                        |                                     | 3 ans     |
| -   | Karolina Zalewski-Gardoni | Ailière droite   |                        |                                     | 3 ans     |
|     | Mariama Signaté           | Arrière gauche   |                        |                                     | 2 ans     |

## Parcours en championnat de D1

### Saison régulière
| Journée                                            | Date         | Club recevant                     | Score        | Club visiteur                     | Classement   | Rapport          |              |
| MATCHS ALLER                                       | MATCHS ALLER | MATCHS ALLER                      | MATCHS ALLER | MATCHS ALLER                      | MATCHS ALLER | MATCHS ALLER     | MATCHS ALLER |
| -------------------------------------------------- | ------------ | --------------------------------- | ------------ | --------------------------------- | ------------ | ---------------- | ------------ |
| J1                                                 | 08.09.2013   | Issy Paris Hand                   | 31 - 19      | OGC Nice Côte d'Azur Handball     | 2e           | Feuille de match |              |
| J2                                                 | 17.09.2013   | Handball Cercle Nîmes             | 20 - 31      | Issy Paris Hand                   | 2e           | Feuille de match |              |
| J3                                                 | 17.11.2013   | Issy Paris Hand                   | 31 - 30      | Union Mios Biganos-Bègles         | 3e           | Feuille de match |              |
| J4                                                 | 28.09.2013   | Entente Sportive Besançon Féminin | 23 - 34      | Issy Paris Hand                   | 2e           | Feuille de match |              |
| J5                                                 | 04.10.2013   | Issy Paris Hand                   | 37 - 25      | Nantes Loire Atlantique HB        | 2e           | Feuille de match |              |
| J6                                                 | 12.10.2013   | Fleury Loiret Handball            | 29 - 22      | Issy Paris Hand                   | 3e           | Feuille de match |              |
| J7                                                 | 30.10.2013   | Issy Paris Hand                   | 20 - 23      | Metz Handball                     | 3e           | Feuille de match |              |
| J8                                                 | 02.11.2013   | Toulon Saint-Cyr Var Handball     | 20 - 26      | Issy Paris Hand                   | 3e           | Feuille de match |              |
| J9                                                 | 20.11.2013   | Issy Paris Hand                   | 29 - 27      | Havre Athletic Club Handball      | 3e           | Feuille de match |              |
| MATCHS RETOUR                                      |              |                                   |              |                                   |              |                  |              |
| J10                                                | 10.01.2014   | OGC Nice Côte d'Azur Handball     | 24 - 30      | Issy Paris Hand                   | 3e           | Feuille de match |              |
| J11                                                | 19.01.2014   | Issy Paris Hand                   | 34 - 27      | Handball Cercle Nîmes             | 3e           | Feuille de match |              |
| J12                                                | 15.01.2014   | Union Mios Biganos-Bègles         | 26 - 26      | Issy Paris Hand                   | 3e           | Feuille de match |              |
| J13                                                | 16.02.2014   | Issy Paris Hand                   | 37 - 27      | Entente Sportive Besançon Féminin | 3e           | Feuille de match |              |
| J14                                                | 05.03.2014   | Nantes Loire Atlantique HB        | 18 - 29      | Issy Paris Hand                   | 3e           | Feuille de match |              |
| J15                                                | 12.03.2014   | Issy Paris Hand                   | 26 - 26      | Fleury Loiret Handball            | 3e           | Feuille de match |              |
| J16                                                | 18.03.2014   | Metz Handball                     | 30 - 30      | Issy Paris Hand                   | 3e           | Feuille de match |              |
| J17                                                | 21.03.2014   | Issy Paris Hand                   | 28 - 24      | Toulon Saint-Cyr Var Handball     | 3e           | Feuille de match |              |
| J18                                                | 05.04.2014   | Havre Athletic Club Handball      | 29 - 22      | Issy Paris Hand                   | 3e           | Feuille de match |              |
| Issy Paris Hand termine 3e de la saison régulière. |              |                                   |              |                                   |              |                  |              |

| → Légende : | Victoire |  |  | Nul |  |  | Défaite |  |  | Score du club |  |

### Play-offs
| Tour                                         | Date       | Club recevant             | Score   | Club visiteur             | Rapport          |
| -------------------------------------------- | ---------- | ------------------------- | ------- | ------------------------- | ---------------- |
| 1/4                                          | 25.04.2014 | Union Mios Biganos-Bègles | 24 - 28 | Issy Paris Hand           | Feuille de match |
| 1/4                                          | 30.04.2014 | Issy Paris Hand           | 32 - 30 | Union Mios Biganos-Bègles | Feuille de match |
| 1/2                                          | 14.05.2014 | Issy Paris Hand           | 27 - 22 | Fleury Loiret Handball    | Feuille de match |
| 1/2                                          | 18.05.2014 | Fleury Loiret Handball    | 23 - 27 | Issy Paris Hand           | Feuille de match |
| Finale                                       | 28.05.2014 | Issy Paris Hand           | 22 - 26 | Metz Handball             | Feuille de match |
| Finale                                       | 01.06.2014 | Metz Handball             | 26 - 25 | Issy Paris Hand           | Feuille de match |
| Issy Paris Hand est vice-champion de France. |            |                           |         |                           |                  |

## Parcours enCoupe de France
| Tour                            | Date       | Club recevant                 | Score   | Club visiteur   | Rapport          |
| ------------------------------- | ---------- | ----------------------------- | ------- | --------------- | ---------------- |
| 1/8                             | 05.01.2014 | Toulon Saint-Cyr Var Handball | 21 - 32 | Issy Paris Hand | Feuille de match |
| 1/4                             | 22.01.2014 | Stella Sports Saint-Maur HB   | 28 - 31 | Issy Paris Hand | Feuille de match |
| 1/2                             | 13.02.2014 | OGC Nice Côte d'Azur Handball | 19 - 23 | Issy Paris Hand | Feuille de match |
| Finale                          | 24.05.2014 | Fleury Loiret Handball        | 20 - 18 | Issy Paris Hand | Feuille de match |
| Issy Paris Hand perd la finale. |            |                               |         |                 |                  |

## Parcours enCoupe de la Ligue
| Tour                                        | Date       | Club recevant             | Score   | Club visiteur          | Rapport          |
| 1/4                                         | 20.02.2014 | Union Mios Biganos-Bègles | 32 - 36 | Issy Paris Hand        | Feuille de match |
| 1/2                                         | 21.02.2014 | Issy Paris Hand           | 25 - 27 | Fleury Loiret Handball | Feuille de match |
| Issy Paris Hand est éliminé en demi-finale. |            |                           |         |                        |                  |

## Parcours européen
| Année                           | Compétition     | Tour   | Opposant                  | Aller | Retour | Total | Rapport |
| ------------------------------- | --------------- | ------ | ------------------------- | ----- | ------ | ----- | ------- |
| 2013-2014                       | Coupe Challenge | 1/8    | Istanbul Maltepe BGSK     | 27-38 | 39-20  | 47-77 | Rapport |
| 2013-2014                       | Coupe Challenge | 1/4    | DHC Slavia Praha          | 27-27 | 23-41  | 68-50 | Rapport |
| 2013-2014                       | Coupe Challenge | 1/2    | Union Mios-Biganos-Bègles | 31-24 | 22-25  | 56-46 | Rapport |
| 2013-2014                       | Coupe Challenge | Finale | Höörs HK H 65             | 19-21 | 21-23  | 42-42 | Rapport |
| Issy Paris Hand perd la finale. |                 |        |                           |       |        |       |         |

Höörs HK H 65 vainqueur aux dépens d'Issy Paris Hand selon la règle du nombre de buts marqués à l'extérieur (23 contre 21).
→ En gras le score d'IPH

## Récompenses
Le 25 mai 2014 lors de la Nuit du handball, le club a reçu les récompenses suivantes :
- Meilleur entraîneur :  Arnaud Gandais
- Meilleure joueuse de la saison :  Stine Bredal Oftedal
- Meilleure gardienne :  Armelle Attingré (pour la deuxième année consécutive)
- Meilleure demi-centre :  Stine Bredal Oftedal